# Leptoseris troglodyta
Espèce
Leptoseris troglodyta est une espèce de coraux de la famille des Agariciidae.

## Étymologie
Son nom spécifique, du latin troglodyta, « plongé dans les cavernes », lui a été donné en référence à son habitat. 

## Publication originale
- Hoeksema, 2012 : Forever in the dark: the cave-dwelling azooxanthellate reef coral Leptoseris troglodyta sp. n. (Scleractinia, Agariciidae). ZooKeys, vol. 228, pp. 21-37 (texte intégral) (en).